# NGC 259
NGC 259 (również PGC 2820) – galaktyka spiralna (Sbc), znajdująca się w gwiazdozbiorze Wieloryba. Odkrył ją William Herschel 13 grudnia 1786 roku.